# 黄尧 (教育政策专家)
黄尧（1949年7月—），男，福建罗源人，中华人民共和国政治人物，曾任国务院参事，中华职业教育社常务理事。

## 生平
1989年4月，任国家教委财务司处长。1992年1月，任政策法规司副司长。1995年2月，任成人教育司副司长，1997年2月，任司长。2008年9月，兼任教育部副总督学。2009年1月，被聘为国务院参事。